# Cortina sulla Strada del Vino
Cortina sulla Strada del Vino, németül: Kurtinig an der Weinstraße, röviden Kurtinig, egy comune (község) Olaszországban, a Trentino-Alto Adige (Dél-Tirol) régióban, Bozen-Bolzano autonóm megyében.

## Fekvése
Dél-Tirol déli részén, az Adige (németül Etsch) folyó jobb partján, 212 m tengerszint feletti magasságban fekszik.

## Története
Írott források elsőként Cortinegum néven említik 1276-ban.

## Nevezetességei
- A Dél-Tiroli borút déli peremén fekvő festői település vörösboráról nevezetes.

## Demográfia
Lakosainak száma 2004-ben 606 fő volt. A 2011-es adatok szerint népességének 68,67%-a német, 31,15%-a olasz és 0,17%-a ladin.

## Fordítás
- Ez a szócikk részben vagy egészben a Kurtinig an der Weinstraße című német Wikipédia-szócikk ezen változatának fordításán alapul.  Az eredeti cikk szerkesztőit annak laptörténete sorolja fel. Ez a jelzés csupán a megfogalmazás eredetét és a szerzői jogokat jelzi, nem szolgál a cikkben szereplő információk forrásmegjelöléseként.

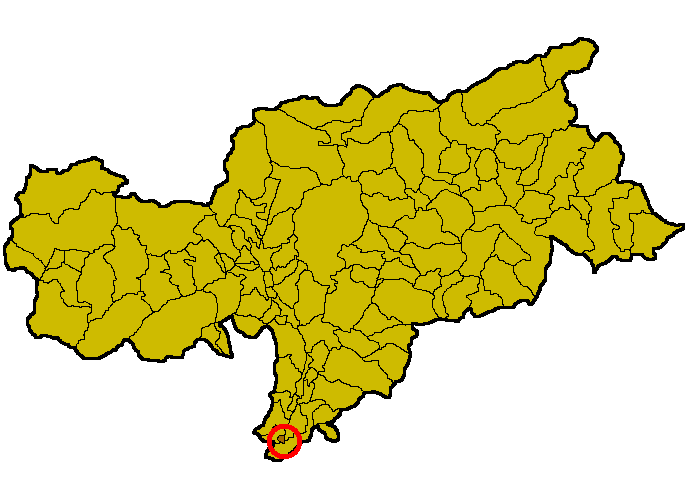
A község közigazgatási területe Dél-Tirol vázlatos térképén